# Pachamama (película)
Pachamama es una película de Argentina en blanco y negro dirigida por Roberto de Ribón según su propio guion escrito en colaboración con Amílcar Leveratto y Amadeo Sirolli sobre el argumento de Amadeo Sirolli que se estrenó el 26 de mayo de 1944 y que tuvo como protagonistas a Pedro Maratea, Lydia Quintana, Elisardo Santalla y Florindo Ferrario.

## Sinopsis
Un hombre pretende curar a una aborigen ciega, llevándola a la ciudad, pero su novio quiere impedirlo.

## Reparto
- Pedro Maratea
- Lydia Quintana
- Elisardo Santalla
- Florindo Ferrario
- Darío Cossier
- Miguel Coiro
- Leticia Scury
- Carlos Fioriti
- Elena Zucotti
- Arturo Montiel
- Mónica Vargas
- José Bengoechea
- Conjunto Pucará
- Julieta Kenan

## Comentarios
La Nación dijo en su crónica:

”El drama social desarrollado serenamente con algo de la propia monotonía indígena… de lo típico, rostros y costumbres.”

 y
King en El Mundo opinó:

”Ha faltado…. clima de leyenda. La dirección tiene muchos altibajos, que se advierten sobre todo allí donde no se siente ayudada por la fotografía exterior.”